# Stenotrophomonas maltophilia
Stenotrophomonas maltophilia – gram ujemna, nieprzetrwalnikująca bakteria o niskiej zjadliwości, będąca przyczyną zakażeń oportunistycznych. Zaliczana jest do zwyczajowej grupy pałeczek niefermentujących. Wykazuje wysoką oporność na wiele antybiotyków.

## Morfologia i fizjologia
Jest to bakteria o kształcie prostej pałeczki, w barwieniu metodą Grama barwi się na różowo (gramujemnie). Jest urzęsiona. Prowadzi ściśle tlenowy metabolizm (tlen jest ostatecznym akceptorem elektronów) oraz ma niskie wymagania pokarmowe. Kolonie mają z reguły kolor żółtawy. Na podłożu agarowym z dodatkiem krwi rosną dając lawendowe kolonie, które z czasem zmieniają barwę na żółtozieloną. Hodowla na tym podłożu ma charakterystyczny, intensywny zapach amoniaku. Optymalna temperatura do wzrostu S. maltophilia to 35 °C. Najważniejsze cechy odróżniające je od pozostałych pałeczek niefermentujących to brak oksydazy cytochromowej oraz zdolność do dekarboksylacji lizyny.

## Epidemiologia
Bakteria występuje powszechnie w środowisku wilgotnym (gleba, rośliny, owoce, ścieki, woda). Jest izolowana także ze sprzętów szpitalnych, takich jak nawilżacze, respiratory, odsysacze lub środki dezynfekcyjne. Uważa się, że w przypadku skolonizowania szpitala, bakterii nie da się już z niego wyeliminować.

## Chorobotwórczość
Bakteria jest w stanie wywołać chorobę tylko u pacjentów z osłabioną odpornością (AIDS, ciężka choroba podstawowa, stan po przeszczepie). U takich osób śmiertelność przekracza 40%. Czynnikiem predysponującym jest dłuższa hospitalizacja, zastosowane rurki intubacyjne, cewniki (ze względu na tworzenie biofilmu), czy oddychanie za pomocą respiratora. Główne przypadki z których izolowano tą bakterię to: bakteriemia, zakażenie ran, zapalenie opon mózgowo-rdzeniowych, infekcje dróg moczowych, zapalenie płuc. Stenotrophomonas maltophilia znajduje się w pierwszej dziesiątce patogenów powodujących zakażenia wewnątrzszpitalne.  

## Czynniki zjadliwości
- proteazy, m.in.: elastaza
- hialuronidazy
- lecytynaza
- deoksyrybonukleaza
- lipazy (niszczenie miąższu płucnego)
- LPS
- fimbrie – powodują one tworzenie biofilmu, który znacznie utrudnia fagocytozę bakterii
- dwie silne beta-laktamazy, rozkładające antybiotyki

## Leczenie
Antybiotykami zachowującymi aktywność jest kotrimoksazol, timentin oraz nowsze fluorochinolony. Karbapenemy pomimo swojej aktywności in vitro, nie działają in vivo i nie mogą być stosowane. Dzięki swojej oporności na wiele antybiotyków i zdolności do ich unieszkodliwiania i rozkładu, zakażenie Stenotrophomonas maltophilia sprzyja zakażeniu bardziej zjadliwymi drobnoustrojami.

## Synonimy
- Pseudomonas maltophilia (ex Hugh and Ryschenkow 1961) Hugh 1981
- Xanthomonas maltophilia (Hugh 1981) Swings et al. 1983
- Pseudomonas hibiscicola Moniz 1963
- Pseudomonas beteli corrig. (Ragunathan 1928) Savulescu 1947